# Betty Compson
Betty Compson, geboren als Eleanor Luicime Compson (Beaver (Utah), 19 maart 1897 - Glendale (California), 18 april 1974) was een Amerikaans actrice.

## Carrière
Compson kreeg in 1915 haar eerste filmrol. Ze kreeg vooral bijrollen in korte films. In 1919 was Compson naast Lon Chaney te zien in The Miracle Man. Door deze film werd Compson voor het eerst opgemerkt.
Compson begon in 1920 haar eigen filmmaatschappij. Het lukte haar om op te komen met drie verhaallijnen voor films. Haar eerste film als producent werd Prisoners of Love (1921). Na de afronding van haar film The Woman With Four Faces (1923), schreef ze zich in bij een maatschappij uit Londen.
Compson was in 1928 te zien in The Barker. Voor haar rol in deze film, werd Compson genomineerd voor een Academy Award voor Beste Actrice.
Vanaf de jaren 30, was Compson in meer bekende films te zien. Haar laatste film werd in 1948 uitgebracht.
Compson stierf op 18 april 1974 in Glendale California aan een hartaanval.

## Filmografie (selectie)

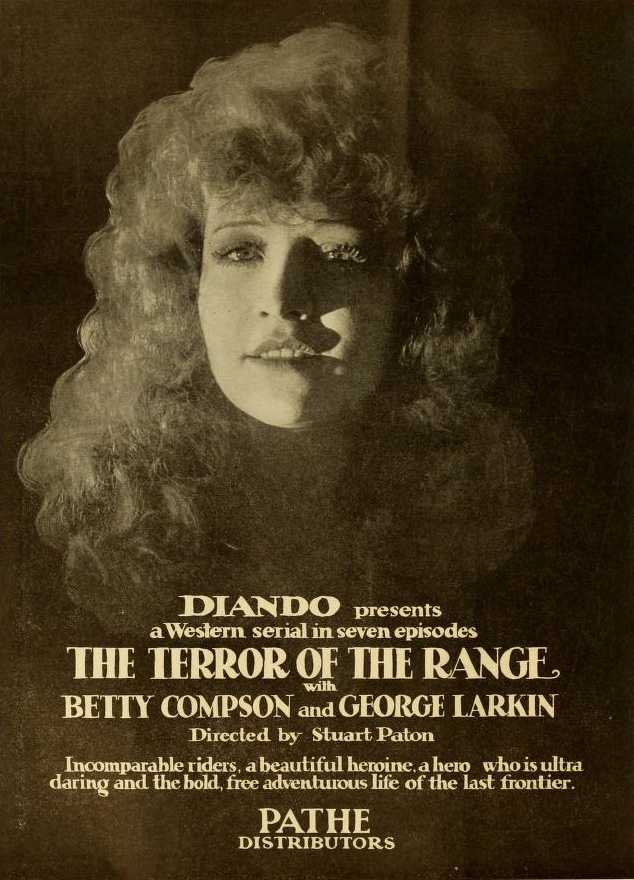
The Terror of The Range (1919)

- 1919: The Miracle Man
- 1923: Woman to Woman
- 1923: The White Shadow
- 1928: The Docks of New York
- 1928: The Barker
- 1929: Weary River
- 1929: On with the Show!
- 1929: The Great Gabbo
- 1929: The Show of Shows
- 1937: God's Country and the Man
- 1938: Port of Missing Girls
- 1938: A Slight Case of Murder
- 1940: Strange Cargo
- 1940: Mad Youth
- 1941: Escort Girl
- 1941: Mr. & Mrs. Smith
- 1941: Invisible Ghost
- 1947: Hard Boiled Mahoney

- Bibsys: 1602157056299
- Biblioteca Nacional de España: XX4889923
- Bibliothèque nationale de France: cb14674167q (data)
- Gemeinsame Normdatei: 1013030672
- International Standard Name Identifier: 0000 0001 2023 737X
- Library of Congress Control Number: n88132360
- SNAC: w6t76p07
- Système universitaire de documentation: 118189409
- Virtual International Authority File: 34718463
- WorldCat: E39PBJvt4MkdB6gxwcJhVGbcfq